# Сэм и Кэт
«Сэм и Кэт» (англ. Sam & Cat) — американский ситком телеканала Nickelodeon, созданный Дэном Шнайдером, о подругах Сэм Паккетт и Кэт Валентайн, которые решили подрабатывать няньками. На протяжении сериала они попадают в разные комичные ситуации.
Имеет один сезон, в который входит 35 серий. Первая серия вышла 8 июня 2013 года, последняя — 17 июля 2014 года.
Сериал стал последним ситкомом Дэна Шнайдера с участием Дженнет Маккарди и Арианы Гранде. Изначально планировалось продлить сериал на второй сезон, но это решение было отменено в связи с решением Арианы Гранде развивать карьеру певицы. Сериал получил большую популярность как и его приквелы Виктория-Победительница и АйКарли.

## В главных ролях
- Дженнет Маккарди — Саманта 'Сэм' Пакетт, (персонаж из телесериала "АйКарли") . Агрессивная девушка, приехавшая в Лос-Анджелес из Сиэтла, после того как её лучшая подруга Карли Шей переехала с отцом в Италию.  Спасла Кэт от мусоровоза. После чего девушки подружились, стали соседками и начали работать няньками. Многие узнают её, как одну из ведущей веб-шоу iCarly. У Сэм есть мотоцикл, который ей подарил брат Карли Спенсер Шэй. Предпочитает тёмные тона, ненавидит работать, часто обводит Кэт вокруг пальца, обожает жареную курицу из кафе Tuba Chicken.
- Ариана Гранде — Катерина 'Кэт' Валентайн, (персонаж из телесериала "Виктория-Победительница") . Наивная, довольно глупая, добрая девушка с ярко-красными волосами, имеет игривый характер. Падает в обморок когда пугается. Всегда не может правильно произнести фамилию Сэм, любит розовый цвет, имеет проблемы с орфографией, страдает зависимостью от сладких британских снеков Библ и любопытством.
- Камерон Окасио — Дисенио 'Дайс' Джей Корлеоне, 12-ти летний друг Сэм и Кэт знающий информацию и сплетни о многих людях мира, также имеет множество связей. Уличный торговец, продаёт всякие разные вещи. Может достать всё, что угодно. Является менеджером и лучшим другом бойца смешанных искусств Гумера. Живёт с матерью и тётей Ферджин. Любит играть в покер. Многие персонажи восхищаются его волосами.
- Зоран Корач — Гью 'Гумер' Мэр, 27-летний боец смешанных искусств. Отличается своей поразительной глупостью, однако изредка может излагать гениальные мысли. Этнический француз, был усыновлен своей матерью, будучи еще младенцем.
- Мари Читхэм — Нонна, добрая и заботливая, но чудаковатая бабушка Кэт. Она всегда рядом, когда Сэм и Кэт нуждаются в её помощи с нянченьем детей. Часто даёт мудрые советы. Живёт в доме престарелых "Старые земли", однако Кэт против её проживания в этом учреждении. Всегда невовремя рассказывает странные истории из прошлого, чем очень наскучивает многим героям. Не вовлечена в мир современных гаджетов и новых устройств. Страдает лунатизмом.

## Приглашённые гости

#### Персонажи из телесериала "Виктория-победительница"
- Эрик Ланж — Эрвин Психовски
- Элизабет Гиллис — Джейд Вест
- Мэтт Беннет — Робби Шапиро
- Майкл Эрик Рейд — камео

#### Персонажи из телесериала "АйКарли"
- Нейтан Кресс — Фредди Бэнсон (персонаж из телесериала "АйКарли")
- Джерри Трейнор — камео (актёр из телесериала "АйКарли")
- Рид Александер — Невел Пепперман (персонаж из телесериала "АйКарли")
- Ноа Манк — Ориентал Корнелиус Гибсон (Гибби) (персонаж из телесериала "АйКарли")
- Даниел Морроу — Нора Дершлит (персонаж из телесериала "АйКарли")
- Мэри Шир — Марисса Бэнсон (персонаж из телесериала "АйКарли")

#### Остальные
- Пенни Маршалл — Сильвия Бурк
- Синди Уильямс — Дженнис Добинс
- Кел Митчелл — Peezy B
- Эбби Уайлд — Стэйси Диллсен
- Скотт Байо — Офицер Келвин
- Гриффин Кейн — Макс
- Эмили Скиннер — Хлоя
- Энтони Хилд — Доктор Слэрм
- Джессика Чаффин — Коко Векслер
- Деван Лонг — Джон Закаппа
- Мико Оливер — Дель Девиль
- София Грейс — Гвен
- Рози Грейс — Руби

## Список серий
| № серии | Название                                                 | Оригинальное название                      | Описание | Дата показа      |
| ------- | -------------------------------------------------------- | ------------------------------------------ | --- | ---------------- |
| 01      | Пилот                                                    | #Pilot                                     | Сэм и Кэт становятся лучшими подругами и соседями по комнате, которые всерьёз берутся за рискованное дело быть нянями. | 8 июня 2013      |
| 02      | Любимое телешоу                                          | #FavoriteShow                              | Сэм и Кэт нянчат двух мальчиков: «Вопросника» — тот, который задаёт много вопросов, и «Ласкунчика» — тот, который постоянно обнимается. Тем временем девочки пытаются спасти их любимое телешоу, которое решили закрыть, и получают за это вознаграждение. | 15 июня 2013     |
| 03      | Козлик                                                   | #NewGoat                                   | Сэм и Кэт нянчат малютку, одновременно пытаясь победить сына домовладельца — противного Дилбена, желающего выселить девочек. Дайс становится менеджером огромного, но недалёкого бойца ММА. | 29 июня 2013     |
| 04      | Британские дети                                          | #TheBritBrats                              | Сэм и Кэт нянчат двух прилежных и воспитанных британок, которые оказались мошенницами. Сэм необходимо выполнить школьное задание по социальной помощи и для этого отправляется в «Старые земли». | 22 июня 2013     |
| 05      | Война нянек                                              | #BabysitterWar                             | После того как ребёнок, которого нянчили девочки, сказал «Ты лучшая нянька на свете!», Сэм и Кэт начинают выяснять, кого он имел в виду. Чтобы определить, кто из них лучшая нянька, они устраивают соревнование по любви и заботе. | 20 июля 2013     |
| 06      | Нянченье Гумера                                          | #GoomerSitting                             | Сэм и Кэт согласились присмотреть за Гумером в отсутствие Дайса. Но вот они ошибаются с лекарством, и в результате Гумер временно теряет зрение накануне важного боя. | 27 июля 2013     |
| 07      | Лазанье младенцев                                        | #ToddlerClimbing                           | Конкуренты Сэм и Кэт разместили в сети неправдивые отзывы об их работе нянями. Сэм и Кэт принимают вызов и выводят новых конкурентов на чистую воду. | 3 августа 2013   |
| 08      | Состязание по набору текста                              | #TextingCompetition                        | Обнаружив, что Сэм очень быстро набирает тексты, Кэт убеждает её принять участие в соревновании по набору текста. Соперником Сэм будет милый мальчик Батлер со своей властной мамой. А в это время Дайс пытается спастись от надодливого старого друга. | 13 июля 2013     |
| 09      | Месть Гвен и Руби                                        | #RevengeOfTheBritBrats                     | Прикидываясь дружелюбными, британские мошенницы Гвен и Руби пытаются разрушить дружбу между Сэм и Кэт. Раскрыв их намерения, Сэм и Кэт платят им той же монетой. Приглашённые звёзды: София Грейс Браунли и Рози Макклеланд. | 21 сентября 2013 |
| 10      | Тайна исчезновения мотоцикла                             | #MotorcycleMystery                         | Надеясь, что это поможет в учёбе, Кэт выпивает слишком много травяного чая. Спустя несколько часов она просыпается без мотоцикла Сэм и ничего не может вспомнить. Чтобы найти мотоцикл, друзья восстанавливают в памяти Кэт её действия. | 28 сентября 2013 |
| 11      | Мамочка Гумера                                           | #MommaGoomer                               | В гости к Гумеру приезжает его мама, которая не подозревает, что её сын боец ММА. Заручившись поддержкой Сэм и Кэт, Дайс пытается убедить маму Гумера, что её сын учитель школы. | 10 августа 2013  |
| 12      | Реклама нянек                                            | #BabysittingCommercial                     | Чтобы повысить популярность своего бизнеса, Сэм и Кэт сняли рекламный ролик, задействовав в нём любимую собаку Дайса. Собаку узнаёт одна семья. Эта семья заявляет свои права на неё, утверждая, что они — её законные хозяева. | 14 сентября 2013 |
| 13      | Потайной сейф                                            | #SecretSafe                                | Открыв сейф в своей спальне, Сэм обнаружила в нём туннель, который ведёт в секретную комнату. Кэт снимает себя на камеру для будущей себя через 10 лет. | 5 октября 2013   |
| 14      | Нянчим куклу                                             | #DollSitting                               | На Хэллоуин Сэм и Кэт пришлось нянчить куклу. Кэт уверена, что с помощью магического заклинания, она превратила Дайса в обезьяну. | 19 октября 2013  |
| 15      | Ой-ой-Оскар!                                             | #OscarTheOuch                              | Сэм и Кэт проходят тест на квалификацию няни, присматривая за «травмоопасным» мальчиком Оскаром. Всячески стараясь держать его подальше от опасности, девочки намерены показать Оскару, как можно веселиться. | 12 октября 2013  |
| 16      | Близнецы                                                 | #Twinfection                               | Чтобы доказать, что она умная, Кэт решает разыграть Сэм с помощью пары близняшек, которых они нянчат. Чтобы разыграть Кэт в ответ, Сэм прибегает к своему собственному близнецу. | 16 ноября 2013   |
| 17      | Телешоу                                                  | #SalmonCat                                 | Когда Сэм и Кэт было предписано изменить название их бизнеса, поскольку оно схоже с названием телешоу семидесятых годов. Сэм и Кэт должны разыскать создателей шоу и решить вопрос длительной вражды. | 9 ноября 2013    |
| 18      | Игрушка                                                  | #MyPoober                                  | За дополнительную плату Сэм и Кэт согласились убедить ребёнка расстаться со своей старой мягкой игрушкой Пубером. Но не всё так просто, как казалось на первый взгляд. | 23 ноября 2013   |
| 19      | Звезда                                                   | #PeezyB                                    | Сэм получила работу ассистента рэп-звезды Пизи Би. Без напарницы нянченье детей превращается для Кэт в изнурительный труд. | 2 ноября 2013    |
| 20      | Чужая обувь                                              | #MadAboutShoe                              | Сэм съела все лунные фрикадельки, которые Кэт приготовила для особенного лунного обеда, и Кэт придётся готовить их снова. Но она находит туфлю и зацикливается на поисках её пары. | 30 ноября 2013   |
| 21      | День Урашки                                              | #YayDay                                    | Кэт придумывает новый праздник — «День Урашки», который, на самом деле, служит предлогом для покупки подарков. Разнюхивая, какие подарки ожидают её, Кэт находит оскорбительный подарок от Сэм. | 20 января 2014   |
| 22      | Сельпошный                                               | #Lumpatious                                | Сэм и Кэт заключают пари с занудным старшим братом мальчика, которого они нянчат, что слово «сельпошный» существует. Выяснив, что на самом деле такого слова нет, девочки должны придумать, как добавить его в словарь. | 11 января 2014   |
| 23      | Волшебный банкомат                                       | #MagicATM                                  | Сэм заметила, что Кэт тратит очень много денег. Пытаясь выяснить, где она берёт деньги, Кэт отводит Сэм к волшебному банкомату, который выдаёт ей лёгкие деньги. Сэм начинает беспокоиться о законности такой щедрости. | 4 января 2014    |
| 24      | Смертельный прыжок тунца: Фредди, Джейд, Робби — часть 1 | #TheKillerTunaJump: #Freddie #Jade #Robbie | После того как Джейд и Сэм стали подругами, Кэт чувствует себя покинутой. Решив отомстить Сэм, она завязывает дружбу с её старым другом. В ответ Сэм завязывает дружбу со старым другом Кэт. Вскоре ревность девочек выходит из-под контроля. Интересный факт: на вышке название фирмы написано кириллицей.                                                                                 | 18 января 2014   |
| 25      | Смертельный прыжок тунца: Фредди, Джейд, Робби — часть 2 | #TheKillerTunaJump: #Freddie #Jade #Robbie | После того как Джейд и Сэм стали подругами, Кэт чувствует себя покинутой. Решив отомстить Сэм, она завязывает дружбу с её старым другом. В ответ Сэм завязывает дружбу со старым другом Кэт. Вскоре ревность девочек выходит из-под контроля. Интересный факт: на вышке название фирмы написано кириллицей.                                                                                 | 18 января 2014   |
| 26      | Вынос мозга                                              | #BrainCrush                                | Сэм и Кэт замечают, что все, даже их друзья, становятся одержимыми новой телефонной игрой «Вынос мозга». Эта игра отвлекает зрителей во время моноспектакля Кэт. | 8 февраля 2014   |
| 27      | Лимонад «Бульдог»                                        | #BlueDogSoda                               | Любимый лимонад Сэм и Кэт запретили, и они решают производить собственный прямо у себя в квартире. Когда они начинают продавать лимонад, представители власти стучатся им в дверь. | 15 февраля 2014  |
| 28      | Видеоляпы                                                | #BlooperEpisode                            | У Дженнет, Арианы, Камерона, Мари и Зорана обеденный перерыв во время съёмок «Сэм и Кэт». На это у них есть всего лишь час. Им мешают фаны, которые узнают их по сериалу «Сэм и Кэт», просящие показать им различные киноляпы и смешные случаи из съемочного процесса. Один из фанатов, не знающий о существовании «Сэм и Кэт» попросил актёров показать киноляп из ситкома «Дрейк и Джош». | 22 февраля 2014  |
| 29      | Кукла Фрэсно                                             | #FresnoGirl                                | Сэм и Кэт обещают девочке, которую нянчат, купить куклу Фрэсно, если её оценки станут лучше. Когда это случается, кошельки Сэм и Кэт не выдерживают финансовой нагрузки. Гумер теряет свою счастливую футболку. | 15 марта 2014    |
| 30      | Взаперти                                                 | #StuckInABox                               | У Сэм и Кэт есть билеты в парк аттракционов «Буйный Холм», но их планы меняются, когда Кэт застревает в одном из фокусов Дайса. Теперь ребята должны придумать, как вытащить её оттуда. Интересный факт: надпись на дверце шкафа «нестаjу кутиjу» (в переводе с сербского «ящик исчез») - отсылка к сербскому происхождению актера Гумера Зорана Корача.                                    | 22 марта 2014    |
| 31      | Это дрон, малышка                                        | #DroneBabyDrone                            | Сэм и Кэт не терпится воспользоваться новой услугой доставки дронами, но когда это случается, они сталкиваются с неожиданными проблемами. | 12 апреля 2014   |
| 32      | Первоклассные проблемы                                   | #FirstClassProblems                        | Сэм и Кэт нанялись сопровождать пару несносных детей во время поездки на Багамы. Но сначала они должны преодолеть трудности в аэропорту. | 26 апреля 2014   |
| 33      | Как успокоить сумасшедшую                                | #SuperPsycho                               | Нора возвращается и использует Дайса как мишень, чтобы отомстить Сэм. Сэм и Кэт ничего не остаётся как обратиться за помощью к Нэвилу. | 29 марта 2014    |
| 34      | Нокаут                                                   | #KnockOut                                  | Попытки Сэм и Кэт помочь Гумеру с мнимым громилой в зале, привели к тому, что Сэм непреднамеренно нокаутирует чемпиона ММА и быстро попадает в мир профессиональных боксёров. | 7 июня 2014      |
| 35      | Мы украли рок-звезду                                     | #WeStealARockStar                          | Сэм и Кэт неожиданно похищают музыканта Дела ДеВилла. Всё быстро усугубляется из-за того, что они пытаются избежать проблем. | 12 июля 2014     |
| 36      | Всем снять парики                                        | #GettinWiggy                               | Кэт и Дайс отправляются в Аризону на фотосъёмку для журнала причёсок, а Сэм проводит выходные дома с новой соседкой Ноной. | 17 июля 2014     |